# Dolecta morosa
Dolecta morosa is een vlinder uit de familie van de Houtboorders (Cossidae). De wetenschappelijke naam van de soort is voor het eerst gepubliceerd in 1911 door William Schaus.
De soort komt voor in Costa Rica.